# Велдон (Калифорнија)
Велдон (енгл. Weldon) насељено је место без административног статуса у америчкој савезној држави Калифорнија.

## Демографија
По попису из 2010. године број становника је 2.642, што је 255 (10,7%) становника више него 2000. године.
| Група             | 2000.         | 2010.         |
| Белци             | 2.073 (86,8%) | 2.269 (85,9%) |
| Афроамериканци    | 10 (0,4%)     | 5 (0,2%)      |
| Азијати           | 11 (0,5%)     | 11 (0,4%)     |
| Хиспаноамериканци | 149 (6,2%)    | 217 (8,2%)    |
| Укупно            | 2.387         | 2.642         |